# Bandella montana
Bandella montana är en tvåvingeart som beskrevs av Daniel J. Bickel 2002. Bandella montana ingår i släktet Bandella och familjen dansflugor. Inga underarter finns listade i Catalogue of Life.